# Christian-Jaque
Christian-Jaque, ursprungligen Christian Maudet, född 4 september 1904 i Paris, död 8 juli 1994 i Boulogne-Billancourt Frankrike, var en fransk regissör, scenograf och journalist. Som regissör är han mest känd för att ha regisserat filmatiseringen av Viktor Rydbergs roman Singoalla.
Åren 1954–1959 var han gift med skådespelerskan Martine Carol.

## Filmografi i urval

### Regi i urval
- 1941 - Mordet på jultomten
- 1949 - Singoalla
- 1952 – Den Gyllene Tulpanen

### Filmmanus i urval
- 1949 - Singoalla